# 挑戰者號太空梭

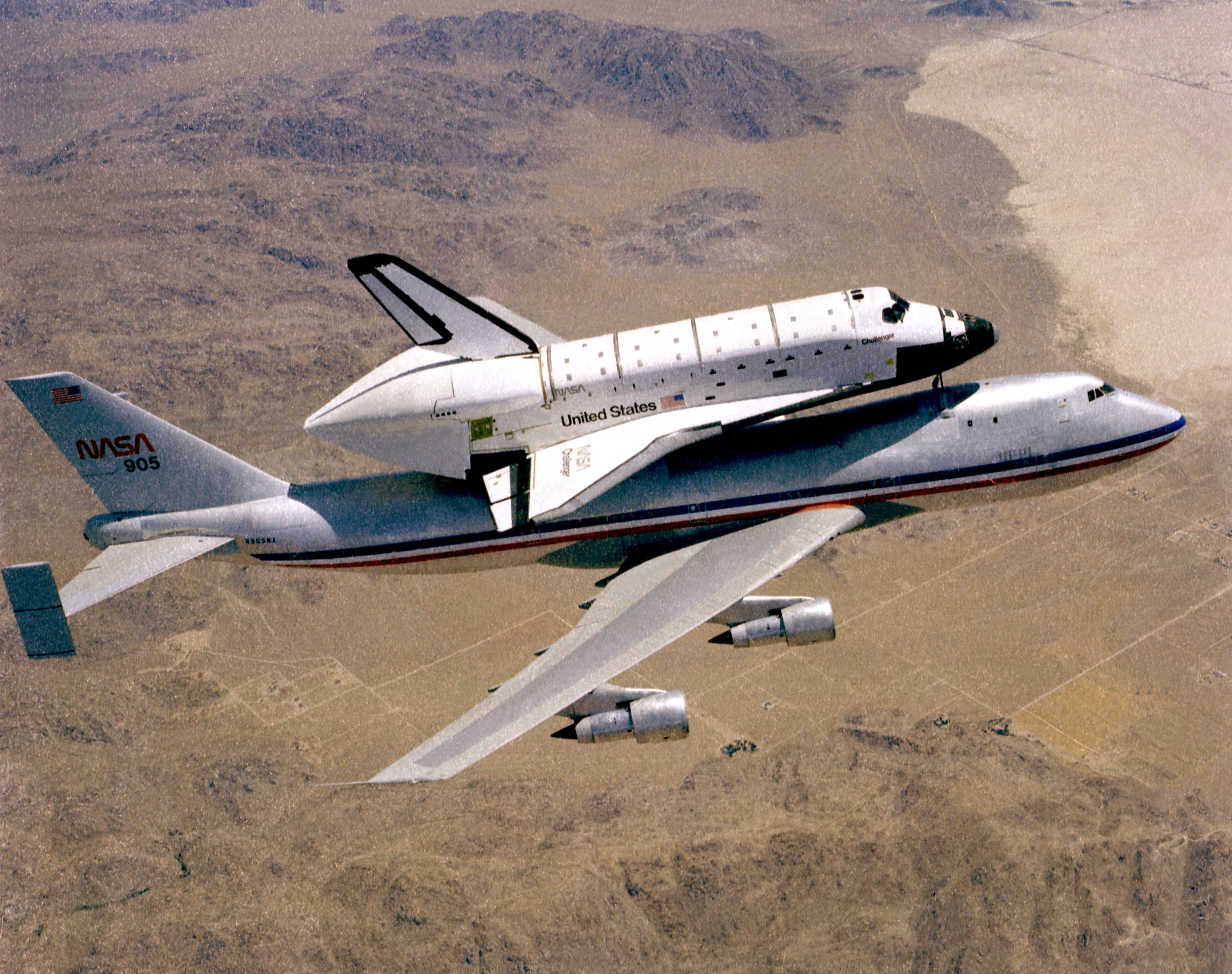
正由太空梭運輸飛機（SCA）運往甘迺迪太空中心的挑戰者號。拍攝時間：1984年7月4日

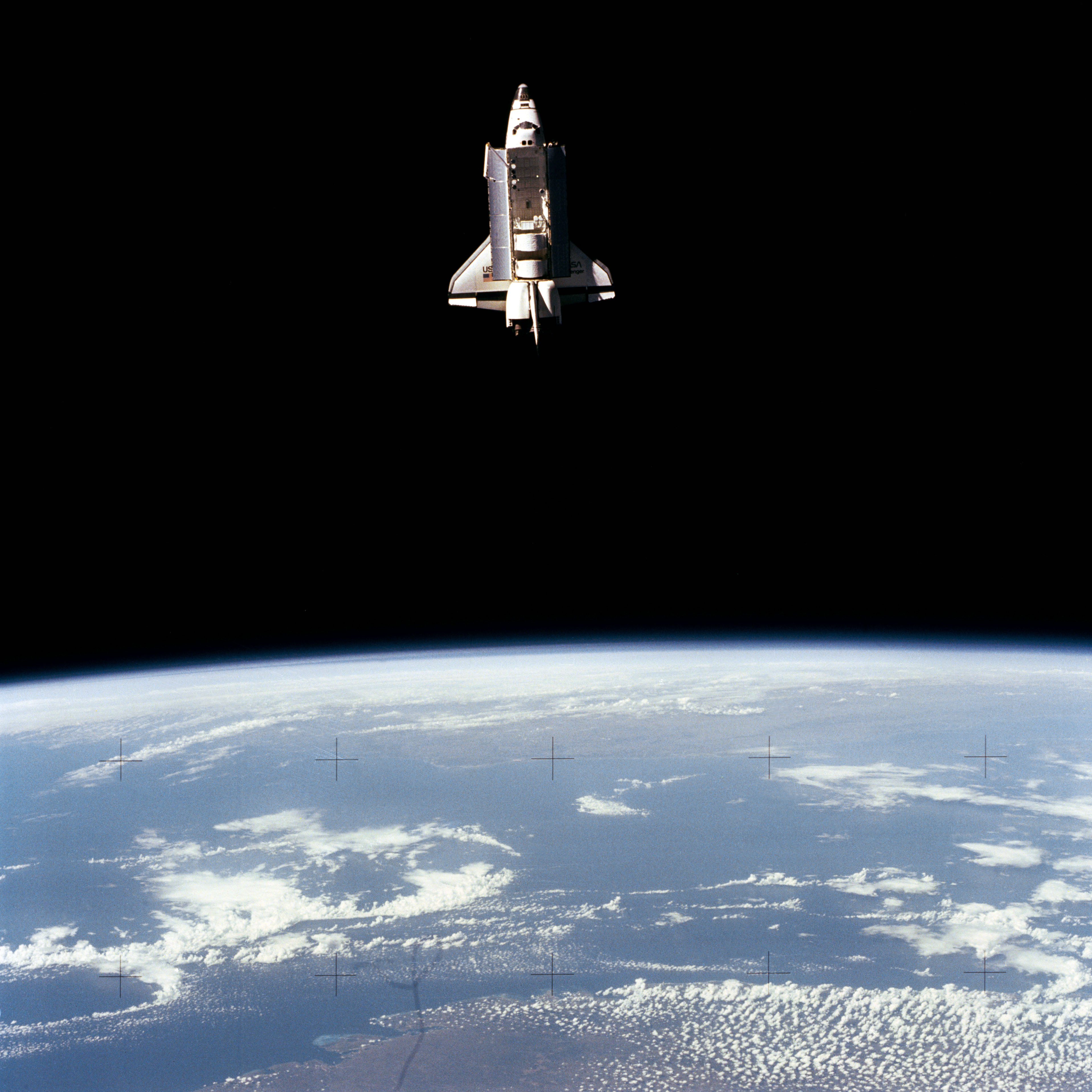
正在太空中執行任務的挑戰者號

挑戰者號太空梭（STS Challenger STA-099/OV-099）是美国国家航空航天局甘迺迪太空中心旗下第二架實際執行太空飛行任務的太空梭。1983年開始用做軌道載具（Orbiter Vehicle），但在1986年時於任務中起飛後不久爆炸墜毀，該事故是美國太空梭計劃中的兩次重大事故的首次。

## 簡介
挑戰者號太空梭（STS Challenger，STS是太空運輸系統Space Transportation System的縮寫，是美國官方對於太空梭這種設備的正式稱呼）是美國航空太空總署（NASA）旗下正式使用的第二架太空梭。開發初期原本是被作為高擬真結構測試體（high-fidelity Structural Test Article，因此初期機身代號為STA-099），但在挑戰者號完成初期測試任務後，被改裝成正式的軌道載具（Orbiter Vehicle，因此代號改為OV-099），並於1983年4月4日正式進行任務首航。然而很不幸，挑戰者號在1986年1月28日當地時間早上11時38進行代號STS-51-L的第10次太空任務時，因為右側固態火箭推進器（Solid Rocket Booster, SRB）上一個O形環失效，導致一連串連鎖反應，在升空後73秒爆炸解體墜毀。當時機上的7名太空人，全在該次意外中喪生。

## 歷史
美國的太空梭都是以早期的研究船名作為命名，因此挑戰者號的命名由來也不例外，是承襲自1870年代航行於大西洋與太平洋上的英國海軍研究船挑战者号（HMS Challenger），除此之外，「挑戰者」這名字，也曾經被拿來命名阿波羅17號（Apollo 17）的登月模組。
挑戰者號在1972年簽約建造時，主要的功能並非實際擔負往返地球與外太空之間的軌道運具功能，而是美國的太空梭建造計畫初期，用來測試機身結構安全性的高擬真結構測試體（編號STA-099），由洛克威爾（Rockwell）公司承造，在1978年2月4日送抵洛克希德（Lockheed）42號工廠，開始進行實際的結構測試。之所以需要這種測試，是因為太空梭本身雖然是一種需要承受極大外力的飛行工具，但它同時也需要盡可能的減輕本身重量，因此幾乎整架機身的每一部分，都負擔了非常大的結構應力。但考量到當年的電腦技術有限，工程師們並沒有把握仅靠軟體模擬就能將太空梭在受到機械負荷與熱負荷情況下的表現計算到非常精準的程度。為了安全，唯一的解決方法就是用真的太空梭進行測試分析，這也是挑戰者號被製造出來的初衷。
STA-099在一個由256架油壓千斤頂所組成的43噸重測試儀中，進行了為期11個月的測試與分析，這些千斤頂能在836個不同的部位上施加荷重。在電腦的控制下，能夠逼真的模擬出太空梭在發射、爬升、繞行軌道、重返大氣層與降落時所受到的各種力量，其中，太空梭主引擎啟動時的龐大推力是由三具一百萬磅（約450公噸）推力的液壓汽缸來模擬。
在洛克威爾公司當初獲得的那紙26億美元合約中，該公司需負責製造一對靜態測試體（也就是主推進器測試體MPTA-098與結構測試體STA-099），以及兩架初期飛行測試載具（也就是OV-101與OV-102）。但在1978年達成的一項決議中，決定不以主要是用來作為迫近與降落測試（Approach and Landing Test，ALT）用途的企業號太空梭改裝成可以實際使用的的軌道載具，使得真正可以執行任務的軌道載具剩下了哥倫比亞號而已。因此在1979年1月29日時，NASA與洛克威爾補簽了一張合約，將挑戰者號（當時編號STA-099）從測試載具的狀態改裝成真的可以執行太空任務的軌道載具OV-099。
STA-099在1979年11月7日被送回洛克威爾，改裝工程也從那時開始。雖然比較起企業號，要將挑戰者號由測試用途改裝成任務用途的工程規模比較單純，但挑戰者號依然躲不掉整架被拆解開來再重新組裝的命運。這主要是因為，原本的挑戰者號上裝置的是一個模擬用的乘客艙，因此工程師得將整個太空梭的前半段機身拆開，才有辦法取出模擬艙，放入真正有功能的乘客艙模組。除此之外，挑戰者號的機翼部分也經過相當程度的改良與強化，這些參考數據全來自它先前所進行的那些實機測試。最後，在駕駛艙中加裝上兩具抬頭顯示器（HUD）之後，挑戰者號的改裝工程遂告一段落，整架太空梭的空重為155,400磅（70,552公斤），加上主引擎後重175,111磅（79,500公斤），較哥倫比亞號約輕了2,889磅（1311公斤）。

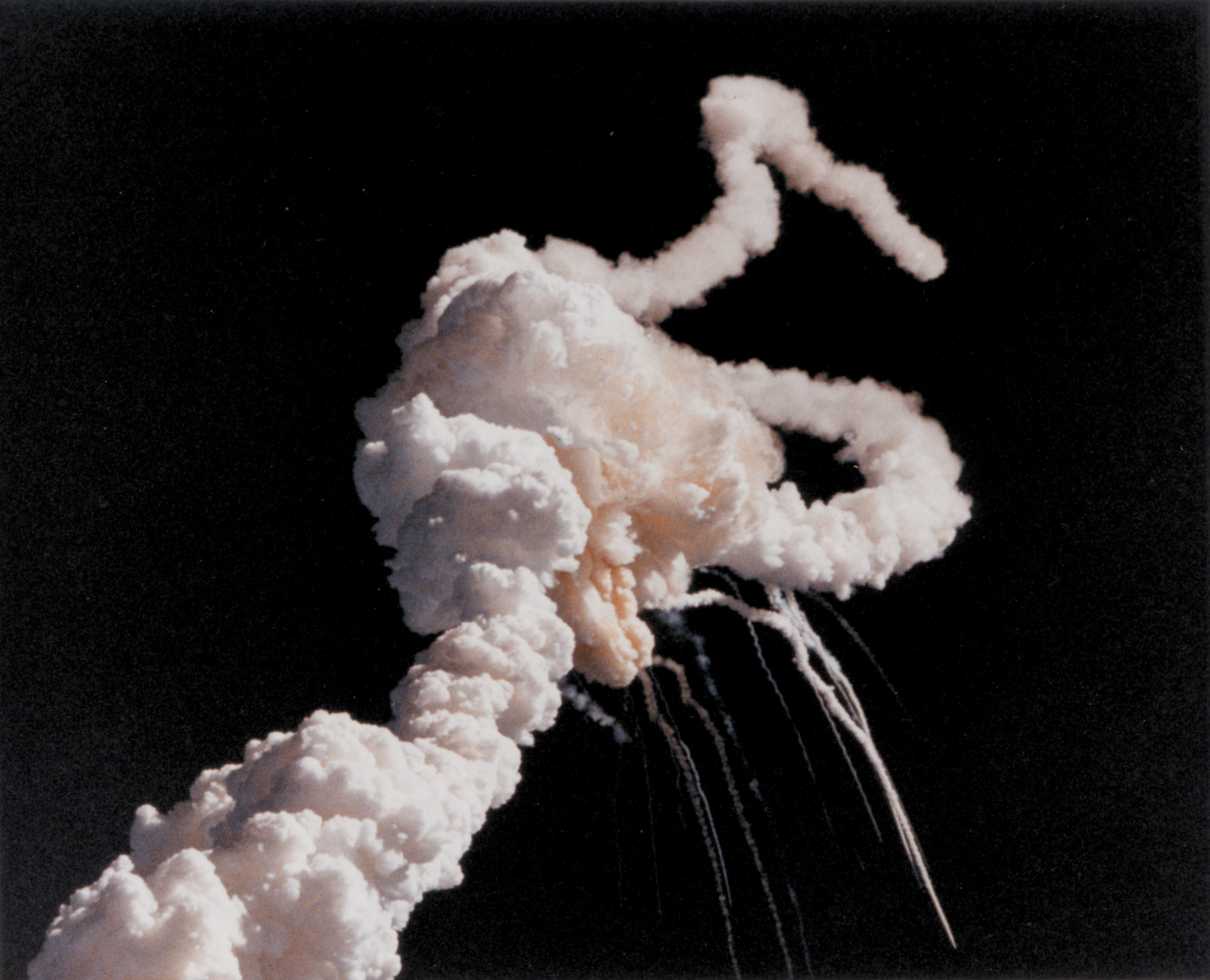
挑戰者號在1986年1月28日進行第十次任務時，於升空過程中突然爆炸墜毀。

在實際服役過程中，挑戰者號與另一艘太空梭發現號曾經在甘迺迪太空中心被改裝，以便能夠在籌載艙裡面載送半人馬上節火箭（Centaur Upper Stage）。配合這點太空梭的籌載艙裡需裝設額外管線、通風管與可以監控上節火箭運作的飛行平台，以配合半人馬火箭的低溫（L02/LH2）推進燃料（大部分的慣性上節火箭（IUS）都是使用固態推進燃料）。不過NASA不曾實際進行用太空梭載運半人馬火箭的任務。而自從挑戰者號爆炸墜毀後，NASA決定中止這種危險嘗試；畢竟，在籌載艙裡放了一具裝滿高爆燃料的火箭，風險實在太大。
2022年11月10日，在佛罗里达州太空海岸水下發現来自挑战者号航天飞机的残骸。

### 20周年悼念活動

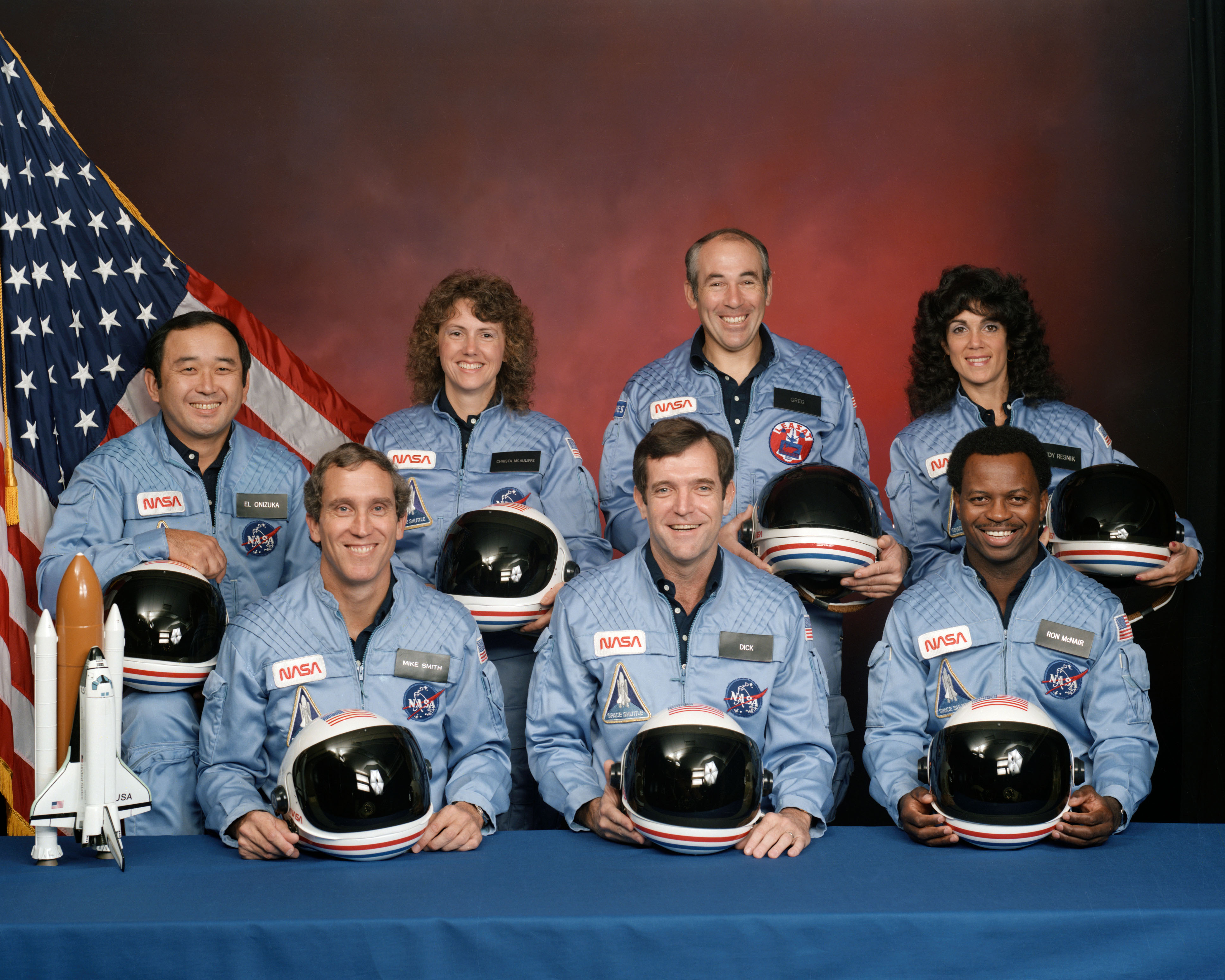
挑戰者號最後一次飛行的全體成員

2006年1月28日美國東岸時間早上十時，美國佛羅里達州肯尼迪航太中心舉行活動紀念三次美國航天災難，並向罹難的7名太空人致敬。三次美國航天災難均集中在1月27日（阿波罗1号）、1月28日（挑戰者號）及2月1日（哥倫比亞號）。
在挑戰者災難中，七位太空人分別為機師麥克·史密斯（Mike Smith）、機長史高比（Dick Scobee）、專家麥克奈爾（Ron McNair）、專家鬼塚承次（Ellison Onizuka）、教師麥考莉芙（Christa McAuliffe）、專家賈維士（Greg Jarvis）、專家萊斯尼克（Judith Resnik）。

### 建造歷程
- STA-099
  - 1972年7月26日 - 簽約
  - 1975年11月21日 - 開始乘客艙模組的結構組裝
  - 1976年6月14日 - 開始後段機身的結構組裝
  - 1977年3月16日 - 機翼自格魯曼（Grumman）公司送抵位於加州棕櫚谷（Palmdale, CA）的洛克威爾工廠
  - 1977年9月30日 - 開始最後組裝
  - 1978年2月10日 - 完成最後組裝
  - 1978年2月14日 - 在棕櫚谷駛出棚廠，正式亮相

- OV-099
  - 1979年1月5日 - 簽約
  - 1979年1月28日 - 開始乘客艙模組的結構組裝
  - 1980年11月3日 - 開始最後組裝
  - 1981年10月23日 - 完成最後組裝
  - 1982年6月30日 - 在棕櫚谷駛出棚廠，正式亮相
  - 1982年7月1日 - 以陸運方式將太空梭自棕櫚谷送至愛得華
  - 1982年7月5日 - 空運至甘迺迪太空中心（Kennedy Space Center，KSC）
  - 1982年12月19日 - 進行飛行準備點火
  - 1983年4月4日 - 首次飛行（STS-6）

### 相關紀錄
- 飛行次數：10次
- 繞行地球：987圈
- 任務長度：在太空中69日

## 歷次任務
| 日期           | 任務代號 | 内容 |
| -------------- | -------- | --- |
| 1983年4月4日   | STS-6    | - 部署數據追蹤中繼衛星（Tracking Data Relay Satellite）TDRS-1號 - 進行第一個在太空梭上執行的太空漫步                                                                     |
| 1983年6月18日  | STS-7    | - 部署兩具通訊衛星 - 萨莉·莱德（Sally K. Ride）成為美國第一位女性的太空人                                                                                                |
| 1983年8月30日  | STS-8    | - 部署通訊衛星Insat-1B第一次進行太空梭夜間發射與夜間著陸任務 - 圭恩·布魯福德（Guion S. Bluford）成為第一位進入太空的非裔美國人                                           |
| 1984年2月3日   | STS-41-B | - 部署兩顆通訊衛星，但是任務失敗 - 第一次進行了不繫繩的太空漫步 |
| 1984年4月6日   | STS-41-C | - 拯救並修復太陽活動觀測衛星太陽極大期任務衛星 |
| 1984年10月5日  | STS-41-G | - 部署地球輻射分析衛星（Earth Radiation Budget Satellite，ERBS） - 第一次有兩位女性參與的太空任務 - 凱瑟琳·蘇利文（Kathryn D. Sullivan）成為第一位進行太空漫步的美國女性 |
| 1985年4月29日  | STS-51-B | - 承載太空實驗室（Spacelab）3號進行任務 - 王贛駿（Taylor Wang）參與此次太空任務，是第一位登上太空的華人。                                                                |
| 1985年7月29日  | STS-51-F | - 承載太空實驗室2號進行任務 |
| 1985年10月30日 | STS-61-A | - 承載隸屬德國的太空實驗室D-1號進行任務 |
| 1986年1月28日  | STS-51-L | - 原本的任務是以部署TDRS-2號衛星與哈雷彗星觀測裝置為主 - 在升空後73秒時爆炸墜毀，7名乘員全數罹難                                                                         |

## 外部連結
- 美國國家航空暨太空總署官方網站（英文） （页面存档备份，存于）
- 甘迺迪太空中心官方網站（英文） （页面存档备份，存于）

1. ↑  .   [2022-11-11]. （原始内容存档于2022-11-11）.
2. ↑  .   [2022-11-13]. （原始内容存档于2022-11-24）.